# Trung Bohemia (vùng)
Trung Bohemia (tiếng Séc: Středočeský kraj) là một vùng của Cộng hòa Séc, nằm ở trung bộ vùng lịch sử Čechy (Bohemia). Vùng này có dân số là 1.284.629 người (thời điểm tháng 3 năm 2011), diện tích là 11.014 km2. Thủ phủ vùng đóng tại thành phố thủ đô quốc gia Praha.
Điểm cao nhất trong vùng cao 865 mét (2.838 ft).

## Các huyện
- Benešov
- Beroun
- Kladno
- Kolín
- Kutná Hora
- Mělník
- Mladá Boleslav
- Nymburk
- Praha Đông (Praha-východ)
- Praha Tây (Praha-západ)
- Příbram
- Rakovník

## Thành phố và thị xã
- Beroun
- Benešov
- Brandýs nad Labem-Stará Boleslav
- Čáslav
- Dobřichovice
- Dobříš
- Kladno
- Kolín
- Kostelec nad Černými lesy
- Kralupy nad Vltavou
- Kutná Hora
- Mělník
- Mladá Boleslav
- Mnichovice
- Nymburk
- Poděbrady
- Příbram
- Rakovník
- Říčany
- Slaný
- Vlašim